# Schausia gladiatoria
Schausia gladiatoria là một loài bướm đêm trong họ Noctuidae.